# Stefano Amadei
Stefano Amadei (Perugia, 20 gennaio 1589 – Perugia, 20 gennaio 1644) è stato un pittore italiano del periodo barocco.

## Biografia
Fu allievo di Lemme Rossi e Giulio Cesare Angeli e fondatore di una rinomata Accademia a Perugia. Tra i suoi pupilli ricordiamo Fabio Della Cornia.